# Пирасунунга (микрорегион)

Пирасунунга на карте.

Пирасунунга (порт. Microrregião de Pirassununga) — микрорегион в Бразилии, входит в штат Сан-Паулу. Составная часть мезорегиона Кампинас. 
Население составляет 	183 561	 человек (на 2010 год). Площадь — 	1 741,915	 км². Плотность населения — 	105,38	 чел./км².

## Демография
Согласно сведениям, собранным в ходе переписи 2010 г. Национальным институтом географии и статистики (IBGE), население микрорегиона составляет:						
| Полное население                             | Полное население                             | Полное население                             | Полное население                             | 183 561 |
| -------------------------------------------- | -------------------------------------------- | -------------------------------------------- | -------------------------------------------- | ------- |
| в том числе:                                 | Городское население                          | 172 695                                      | Процент городского населения, %              | 94,08   |
|                                              | Сельское население                           | 10 866                                       | Процент сельского населения, %               | 5,92    |
|                                              | Мужское население                            | 91 238                                       | Процент мужского населения, %                | 49,70   |
|                                              | Женское население                            | 92 323                                       | Процент женского населения, %                | 50,30   |
| Плотность населения, чел/км²                 | Плотность населения, чел/км²                 | Плотность населения, чел/км²                 | Плотность населения, чел/км²                 | 105,38  |
| Население микрорегиона в % к населению штата | Население микрорегиона в % к населению штата | Население микрорегиона в % к населению штата | Население микрорегиона в % к населению штата | 0,44    |

## Статистика
- Валовой внутренний продукт на 2003 составляет 2 059 580 046,00 реалов (данные: Бразильский институт географии и статистики).
- Валовой внутренний продукт на душу населения на 2003 составляет 11 671,78 реалов (данные: Бразильский институт географии и статистики).
- Индекс развития человеческого потенциала на 2000 составляет 0,813 (данные: Программа развития ООН).

## Состав микрорегиона
В составе микрорегиона включены следующие муниципалитеты:
1. Агуаи
2. Пирасунунга
3. Порту-Феррейра
4. Санта-Крус-дас-Палмейрас